# Maison Kallina
Pour les articles homonymes, voir Kallina.
La Maison Kallina (en croate : Kuća Kallina) est un bâtiment résidentiel historique de Zagreb, en Croatie. La maison est située dans le centre-ville au coin des rues Masarykova et Gundulićeva et est considérée comme « l'un des plus beaux exemples d'architecture de rue de style Sécession à Zagreb ».

## Histoire
La maison a été construite entre 1903 et 1904 pour le riche industriel Josip Kallina et a été conçue par l'architecte croate Vjekoslav Bastl pour le bureau d'architecture Hönigsberg & Deutsch. Bastl avait auparavant étudié à l'Académie des Beaux-Arts de Vienne, où il a été influencé par l'architecte autrichien Otto Wagner, l'un des premiers partisans de l'Art nouveau (appelé Jugendstil en Autriche-Hongrie) et l'un des membres fondateurs du mouvement artistique de la Sécession viennoise. 
La maison de trois étages a été conçue comme un immeuble d'habitation, à l'exception du rez-de-chaussée qui était destiné à abriter des commerces. La conception de Bastl d'une maison entièrement recouverte de carreaux de céramique décorative s'inspire à la fois de la Majolika Haus à Vienne (construite par Wagner en 1898, elle-même recouverte de carrelage en céramique) et d'une manière de transformer le bâtiment en une publicité géante pour l'entreprise de céramique de Josip Kallina (tous les carreaux utilisés pour la maison ont été produits par son usine). Le bâtiment présente des balcons décoratifs en fer donnant sur l'intersection de la rue, des représentations de motifs floraux et géométriques typiques du style Art nouveau de l'époque  et un motif en forme de chauve-souris autour de la façade du premier étage.
Bien que de nombreux autres projets de Bastl dans la Basse-Ville soient considérés comme des exemples notables de l'historicisme conservateur d'Europe centrale, il a permis des conceptions plus libres lorsqu'il travaillait sur des maisons et des villas privées, et la maison Kallina est aujourd'hui décrite comme « l'un des exemples les plus cohérents de la façon dont l'architecture Sécession a cherché à redessiner les habitations urbaines et à rompre avec l'esthétique conventionnelle ».
Le bâtiment est inscrit au registre du patrimoine culturel protégé du Ministère croate de la Culture (Registar zaštićenih kulturnih dobara) depuis janvier 2004.
La Maison Kallina ne doit pas être confondue avec la Villa Kallina, une maison de campagne construite par le même architecte dans une autre partie de la ville.